# Frères (roman)
The Crossover
Pour les articles homonymes, voir Frère (homonymie).
Frères (The Crossover) est un livre pour enfants de l'auteur américain Kwame Alexander paru en 2014. Il est récompensé de la médaille Newbery l'année suivante. Le livre, qui est entièrement raconté en vers, est publié pour la première fois aux États-Unis le 18 mars 2014 par HMH Books for Young Readers. Sa version francophone est éditée par Albin Michel en 2017.

## Résumé
L'histoire suit deux frères jumeaux afro-américains, Josh et Jordan Bell, qui partagent la même passion pour le basket-ball mais se retrouvent à la dérive alors qu'ils entrent au lycée. Ils se heurtent également à de nombreux obstacles qu'ils doivent surmonter, comme une fille, Alexia, qui déclenche un conflit entre eux.

## Présentation
Kwame Alexander commence l'écriture de ce roman en 2008. Entièrement écrit en vers, il lui faudra plus de quatre ans pour le terminer. Visant un public de jeunes garçons, moins enclin à lire que les jeunes filles, le livre sera refusé par de nombreux éditeurs avant d'être accepté et publié par Houghton Mifflin Harcourt en 2014,.

## Accueil
La réception critique pour Frères est positive. Selon Kirkus Reviews : « le poète Alexander révèle habilement la puissance du format pour le rassembler en un coup de poing émotionnel ». Dans Booklist, Gail Bush a cité Frères comme « un roman en vers rare qui est fondamentalement poétique plutôt que d'utiliser cette tendance d'écriture comme un dispositif  ». Écrivant pour le Washington Post, Mary Quattlebaum déclare qu'Alexander est « au sommet de son jeu poétique dans ce récit tendu et complexe au croisement d'un garçon impétueux et vulnérable et d'un jeune adulte ». Selon Katrina Hedeen dans The Horn Book Magazine : « Alexander apporte le format roman-en-vers à un nouveau public avec ce package extrêmement attrayant pour les lecteurs réticents, pour les athlètes en particulier ». Écrivant pour le School Library Journal, Kiera Parrott déclare : « Alexander a conçu une histoire qui vibre d'énergie et de cœur et qui demande à être lue à haute voix. Un slam dunk ».

## Récompenses
Le roman reçoit de nombreuses récompenses :
- 2015 : Médaille Newbery[8]
- 2015 : The Lee Bennett Hopkins Poetry Prize[9]
- 2015 : Nomination au Prix Coretta Scott King (Author Honor Books)[10]
- 2017 : Prix Sequoyah Book, catégorie « Young Adult and Intermediate winners »[11]
- 2017 : Prix Rebecca Caudill Young Reader's Book[12]

## Publications
L'ouvrage est publié en français en 2017 :
- Kwame Alexander (trad. Alice Delarbre), Frères [« The Crossover »], Paris, Albin Michel, coll. « Litt' », 2 novembre 2017, 248 p. (ISBN 978-2-2263-2850-2, BNF 45392541)

### Continuité
Quatre ans plus tard, l'auteur sort une préquelle à son roman : Rebound. Il présente l'adolescence de Chuck Bell, père de Josh et Jordan, qui deviendra une star du basket-ball. Les éditions Albin Michel le sort en 2019, sous le titre : Les vrais champions dansent dans le blizzard.
- Kwame Alexander (trad. Alice Delarbre, ill. Dawud Anyabwile), Les vrais champions dansent dans le blizzard [« Rebound »], Paris, Albin Michel, coll. « Litt' », 2 octobre 2019, 416 p. (ISBN 978-2-2264-4082-2, BNF 45807752)

## Adaptations

### Roman graphique
En 2019, le livre est adapté en roman graphique avec des illustrations de l'artiste Dawud Anyabwile.

### Série télévisée
En mars 2021, Disney+ commande un pilote pour une série télévisée adaptant l’œuvre de Kwame Alexander. La série Frères (en) (The Crossover) est diffusée à partir d'avril 2023 sur la chaîne Disney Channel. Composée d'une saison de huit épisodes, les rôles principaux sont joués par Jalyn Hall (en) (Josh Bell), Amir O'Neil (Jordan Bell) et Derek Luke (Chuck Bell).